# Сен-Жан-д’Эран
Сен-Жан-д'Эран (фр. Saint-Jean-d'Hérans) — коммуна во Франции, находится в регионе Рона — Альпы. Департамент коммуны — Изер. Входит в состав кантона Матезин-Триев. Округ коммуны — Гренобль.
Код INSEE коммуны — 38403. Население коммуны на 1999 год составляло 242 человека. Населённый пункт находится на высоте от 486  до 1 101  метров над уровнем моря. Муниципалитет расположен на расстоянии около 520 км юго-восточнее Парижа, 125 км юго-восточнее Лиона, 38 км южнее Гренобля. Мэр коммуны — Jean-Pierre Viallat, мандат действует на протяжении 2001—2008 гг.
Динамика населения (INSEE):